# دیرین‌سقنقور
پالائوسکینکوس (نام علمی: Palaeoscincus costatus) نام یک گونه از تیره برجسته‌خزندگان است.